# Liège Monarchs 2019
Questa voce raccoglie le informazioni riguardanti i Liège Monarchs nelle competizioni ufficiali della stagione 2019.

## BAFL Elite Division 2019

### Stagione regolare
| Anderlecht 17 febbraio 2019, ore 13:30 | Brussels Black Angels | 28 – 6 | Liège Monarchs | Pedepark |

| Roux 3 marzo 2019, ore 14:00 | Charleroi Coal Miners | 35 – 0 | Liège Monarchs | Complexe sportif |

| Liegi 17 marzo 2019, ore 14:00 | Liège Monarchs | 12 – 10 | Ostend Pirates | Plaine de Cointe |

| Liegi 7 aprile 2019, ore 14:00 | Liège Monarchs | 26 – 20 | Brussels Tigers | Plaine de Cointe |

| Liegi 28 aprile 2019, ore 14:00 | Limburg Shotguns | 35 – 14 | Liège Monarchs | Plaine de Cointe |

| Ruisbroek 12 maggio 2019, ore 14:00 | Antwerp Argonauts | 6 – 6 | Liège Monarchs | Argonauts Stadium |

| Liegi 2 giugno 2019, ore 14:00 | Liège Monarchs | 66 – 6 | Wallonie Picarde Phoenix | Plaine de Cointe |

### Playoff
| Anderlecht 15 giugno 2019, ore 14:00 | Brussels Black Angels | 51 – 0 | Liège Monarchs |  |

## Statistiche di squadra
| Competizione | %Vittorie | In casa | In casa | In casa | In casa | In casa | In casa | In trasferta | In trasferta | In trasferta | In trasferta | In trasferta | In trasferta | Totale | Totale | Totale | Totale | Totale | Totale |
| Competizione | %Vittorie | G       | V       | N       | P       | Pf      | Ps      | G            | V            | N            | P            | Pf           | Ps           | G      | V      | N      | P      | Pf     | Ps     |
| ------------ | --------- | ------- | ------- | ------- | ------- | ------- | ------- | ------------ | ------------ | ------------ | ------------ | ------------ | ------------ | ------ | ------ | ------ | ------ | ------ | ------ |
| Campionato   | .500      | 3       | 3       | 0       | 0       | 104     | 36      | 4            | 0            | 1            | 3            | 26           | 104          | 7      | 3      | 1      | 3      | 130    | 140    |
| Playoff      | .000      | 0       | 0       | 0       | 0       | 0       | 0       | 4            | 0            | 0            | 4            | 0            | 51           | 1      | 0      | 0      | 1      | 0      | 51     |
| Totale       | .438      | 3       | 0       | 0       | 3       | 104     | 36      | 4            | 0            | 0            | 4            | 26           | 155          | 8      | 3      | 1      | 4      | 130    | 191    |